# Aulattivik, Nunavut (Foxe Channel)
Aulattivik, tidigare benämnd Georgina Island, är en ö i Kanada.   Den ligger i territoriet Nunavut, i den östra delen av landet, 2 400 km norr om huvudstaden Ottawa. Arean är 15,3 kvadratkilometer.
Terrängen på Aulattivik är platt. Öns högsta punkt är 81 meter över havet. Den sträcker sig 5,8 kilometer i nord-sydlig riktning, och 4,9 kilometer i öst-västlig riktning.
Trakten runt Aulattivik består i huvudsak av gräsmarker.